# Mülligen
Mülligen é uma comuna da Suíça, no Cantão Argóvia, com cerca de 840 habitantes. Estende-se por uma área de 3,16 km², de densidade populacional de 266 hab/km². Confina com as seguintes comunas: Birmenstorf, Birr, Hausen, Lupfig, Windisch.
A língua oficial nesta comuna é o Alemão.